# Покровка (Сумський район)
Покро́вка (до 1854 — Злодіївка) — село в Україні, у Краснопільській селищній громаді Сумського району Сумської області. Населення становить 771 осіб. До 2020 орган місцевого самоврядування — Покровська сільська рада.
Неподалік села на автошляху місцевого значення у напрямку Красної Яруги розташований пункт контролю Покровка—«Колотилівка», Красноярузький район, Бєлгородська область.

## Географія
Село Покровка знаходиться біля витоків річки Сироватка, нижче за течією на відстані 0,5 км розташоване село Михайлівка.
Село розташоване за 18 км на північний схід від адміністративного центру громади (автошлях Т 1901) та залізничної станції Краснопілля. Біля села проходить кордон з Росією.

## Історія
Засноване 1652 року переселенцями з села Злодіївки, що на правому березі Дніпра поблизу Трипілля й початково мало таку ж назву.
За даними на 1864 рік у казенній слободі Покровська (Злодіївка) Охтирського повіту Харківської губернії мешкало 2007 осіб (976 чоловічої статі та 1031 — жіночої), налічувалось 322 дворових господарства, існувала православна церква, відбувались 4 щорічних ярмарки.
Станом на 1914 рік село було центром окремої, Покровської волості, кількість мешканців зросла до 4139 осіб.
Радянська влада в селі була встановлена 18 січня 1917 року. Замість волосного правління органом влади став ревком, який очолив житель села Матвієць Феоктист Григорович. Потім був період іноземної інтервенції. Владу в селі захопили німецькі війська. Селяни йшли в партизани і виказували спротив. Командиром партизанського загону був П. С. Багацький. До загону записувались селяни з Новодмитровки, Виднівки, Веселого, Мезенівки, Славгорода. У грудні 1918 року у Покровці відновилася радянська влада. У липні 1919 року на територію села вдерлися денікінці, яких вигнали у грудні 1919 року. Великої шкоди населенню Покровки в 1919-1920 роках завдавали дезиртири, що переховувалися у лісах і організовувалися в банди, грабували простий люд. НЕП селяни зустріли схвально, бо сільське господарство у Покровці пішло в ріст. Люди були задоволені новою владою. Але згодом почали формуватися колгоспи. У 1931 році в Покровці більша частина селян вступила до колгоспу, головою якого обрали місцевого жителя Лампака Андрія Тимофійовича. У колгоспі вирощувалися переважно зерно і цукрові буряки, а також льон і коноплі. В процесі колективізації куркульські і середняцькі господарства були ліквідовані. Колгосп був бідний, бракувало інвентаря, машин, коней. В зв’язку з цим земля оброблялась погано, і знизилася врожайність. Умови життя були дуже важкі. За працю на колгоспних ланах люди майже нічого не отримували, робили "за галочку". Люди не голодували, але багато мешканців Покровки все ж таки тікали в міста, на новобудови. А після виходу Закону про охорону соціалістичної власності (7 серпня 1932 р.), який вводив вищу міру покарання за розкрадання хліба, так званий "Закон про п’ять колосків", почалися агресивні хлібозаготівельні дії. У господарів відбирали все істівне і худобу.
Село постраждало внаслідок геноциду українського народу, проведеного урядом СССР 1932-1933 та 1946-1947 роках.
В перші дні Другої світової війни з Покровки було мобілізовано 40 чоловік, серед яких голова колгоспу Корх Семен, голова сільради Шейченко. 18 жовтня 1941 року німецько-фашистські загарбники вступили у Покровку. В Німеччину на каторжні роботи було відправлено 59 юнаків і дівчат. Патріотично настроєні селяни надавали активну допомогу партизанському з’єднанню Наумова Михайла Івановича. Окупація тривала до 23 лютого 1943 року. Після війни село важко відбудовувалося. Основну робочу силу становили жінки — понад 80 відсотків. Початок післявоєнної відбудови співпав з голодом 1946-1947 років. За спогадами, в ці роки в селі від голоду ніхто не помер, але були випадки, коли люди пухли. На роботу виходили і старі й малі, бо в колгоспі варили затірку і годували працюючих. Багато селян їздили в західні області України, наймалися на роботу чабанами за кусок хліба, або жебракували. В 1964 році колгоспу було присвоєне ім’я П. С. Багацького, який в період Української революції 1917-1921 рр. був командиром партизанського загону.  Звичайно були якісь успіхи в господарюванні, але молодь тікала в міста, назавжи покидаючи рідне село, бо переваги міського життя були очевидні. Кількість населення в Покровці катосторфічно зменшується, смертність вища за народжуваність.
12 червня 2020 року, відповідно до розпорядження Кабінету Міністрів України № 723-р «Про визначення адміністративних центрів та затвердження територій територіальних громад Сумської області», село увійшло до складу Краснопільської селищної громади.
19 липня 2020 року, в результаті адміністративно-територіальної реформи та ліквідації Краснопільського району, увійшло до складу новоутвореного Сумського району.

#### Російське вторгнення в Україну (з 2022)
19 березня 2024 року село двічі потрапило під обстріл російського агресора. Обстріли велися зі ствольної артилерії, мінометів 120 і 82 мм, танків.
16 липня 2024 року російські війська обстріляли село. Зафіксовано 6 вибухів, ймовірно ствольна артилерія 122 мм.
1 серпня 2024 року село знову обстріляв російський агресор. Зафіксовано 2 вибухи, ймовірно ФПВ-дрон.
10 серпня 2024 року село знову зазнало ворожих російських атак. Як повідомили в оперативному командуванні «Північ» зафіксовано 3 обстріли: 4 вибухи, ймовірно ФПВ-дрон.
11 серпня 2024 року село вчергове обстріляв агресор. Як повідомили в оперативному командуванні «Північ» зафіксовано 2 обстріли: 3 вибухи, ймовірно КАБ.
14 серпня 2024 року оперативне командування «Північ» повідомило, що російський агресор обстріляв Сумську область. В селі зафіксовано 1 вибух, ймовірно КАБ; 10 вибухів, ймовірно РСЗВ; 5 вибухів, ймовірно ствольна артилерія 152 мм.
17 серпня 2024 року оперативне командування «Північ» повідомило про обстріли Сумської області. Серед постраждалих населених пунктів село Покровка – 2 вибухи, ймовірно ствольна артилерія 122 мм; 8 вибухів, ймовірно міномет 120 мм; 6 обстрілів: 17 вибухів, ймовірно ФПВ-дрон; 1 вибух, ймовірно скид ВОГ з БПЛа.
22 серпня 2024 року від обстрілів російської артилерії постраждали населені пункти Бачівськ, Рудак, Нововасилівка, Чернацьке, Порозок, Славгород, Карповичі, Грабовське та Покровка. Про це повідомили в Генштабі ЗСУ у зведенні о 16.00.
27 серпня 2024 року оперативне командування «Північ» інформує про обстріли села. Зафіксовано 4 обстріли: 29 вибухів, ймовірно ствольна артилерія 122 мм; 9 вибухів, ймовірно міномет 120 мм. У результаті обстрілу знищено дошкільний навчальний заклад.
Історія церкви. В Покровці, за народними переказами, було дві церкви, але про їх розташування зараз ніхто достеменно не знає. Ближче до нашого часу, в 1801 році, був побудований новий дерев’яний храм Покрова Пресвятої Богородиці. Кам’яна церква була закладена у 1878 році й добудована в 1887 році за проєктом харківського архітектора Федора Івановича Данилова. Вона була споруджена на чільному місці, де тепер, після зруйнування храма, знаходиться будинок культури. При храмі діяла церковна парафіяльна та земська народна початкова школи. Приміщення цих навчальних закладів діючі й нині.

## Уродженці
- Богацький Єгор Петрович (1917-1996) — радянський танкіст, учасник Другої світової війни, Герой Радянського Союзу (1945), Гвардії полковник.
- Євген Богуславський (1883—1950) — український державний, громадський, освітній і культурний діяч.